# Désarmement nucléaire

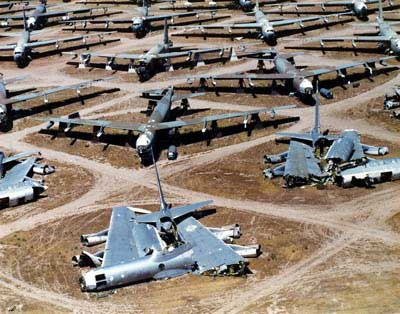
Bombardiers nucléaires B-52, démantelés à la suite de la signature de l'accord START

Le désarmement nucléaire est l'expression qui désigne une volonté politique pour que les puissances militaires de par le monde contrôlent, limitent et réduisent leurs arsenaux nucléaires.

## Historique

### États possédant ou ayant possédé l'arme nucléaire
Des armes nucléaires ont été utilisées dans le cadre d'opérations militaires belliqueuses à deux reprises : par les États-Unis sur les villes d'Hiroshima et Nagasaki au Japon, durant la Seconde Guerre mondiale.

Les armes nucléaires dans le monde en septembre 2005 :
Cinq grandes puissances nucléaires
Autres puissances nucléaires officiellement déclarées
États suspectés de posséder l'arme nucléaire
États suspectés de mener, ou d'avoir mené, des recherches sur l'arme nucléaire

Rapidement après l'acquisition de l'arme nucléaire par les États-Unis en 1945, en l'espace de quelques années, plusieurs autres pays l'ont rejoint dans cette course :
- Union soviétique (1949)
- Royaume-Uni (1952)
- France (1960)
- Chine (1964)
- Israël, un programme d'acquisition de l'arme nucléaire a commencé au début des années 1960, le pays serait actuellement doté de la puissance nucléaire
- Suède, a développé un programme dans les années 1950 et a disposé de l'arme nucléaire. Elle a abandonné l'arme atomique en signant le Traité de non-prolifération nucléaire (TNP) en 1968
- Inde (1974), avec un essai militaire en 1998
- Afrique du Sud, un programme nucléaire militaire existait dans les années 1970 et a été démantelé en 1991
- Pakistan (1998)
- Biélorussie, Ukraine et  Kazakhstan, ont rendu les armes nucléaires en 1993 et 1994 à la  Russie
- Corée du Nord, a réalisé trois essais en 2006,en 2009, en 2013 et de multiples essais en 2017.

D'autres pays sont, ou ont été, soupçonnés de vouloir développer un programme nucléaire militaire, comme l'Algérie, le Brésil, l'Iran, l'Irak, la Syrie, l'Arabie saoudite, la Turquie etc.

### Traités de maîtrise des armements
Dans un climat de détente de la Guerre froide, la communauté internationale a estimé dans les années 1960 qu'il fallait stopper la prolifération des armes nucléaires.
La première étape fut la signature du Traité d'interdiction partielle des essais nucléaires, signé en 1963 à Moscou, par les États-Unis, l'URSS et la Grande-Bretagne.
En 1968, une avancée majeure est réalisée par la conclusion du Traité de non-prolifération nucléaire (TNP) qui fut signé par la totalité des États du monde sauf l'Inde, le Pakistan et Israël.[réf. nécessaire]
Entamées en 1969, les négociations sur la limitation des armements stratégiques, entre les États-Unis et l'Union soviétique, aboutissent à la conclusion des traités SALT I en 1972 et SALT II en 1979. Ces accords sur la planification et le contrôle de la production d'armes stratégiques seront prolongés par le traité de réduction des armes stratégiques (START I et II, signés respectivement en 1991 et 1993).
En réponse à la décision de l'OTAN de décembre 1979, consistant à déployer des missiles de croisière et Pershing en Europe pour répliquer à la position de l'URSS, le mouvement END (pour European Nuclear Disarmament, en anglais, Désarmement nucléaire en Europe, en français), à l'origine britannique, se met en place en 1980. Il se transformera en mouvement plus large, organisateur d'une convention annuelle sur le désarmement nucléaire, de 1982 à 1991.
Également, le Intermediate-Range Nuclear Forces Treaty (FNI) est signé en 1987. Enfin, les négociations MBFR (sur la réduction mutuelle et l'équilibre des forces en Europe), qui avaient été engagées dès 1973 entre le Pacte de Varsovie et l'OTAN, ont abouti à la signature en 1990 d'un important accord de désarmement des Forces armées conventionnelles en Europe.
Le 27 avril 1995, une étude de l'OTAN sur les "Problèmes d'environnement transfrontières causés par des installations ou des activités en rapport avec la défense" est présentée à La Réunion annuelle du CDSM (Comité sur les défis de la société moderne) de l'OTAN, ouvert pour la première fois, à des observateurs des pays du PfP (Autriche, Finlande, Slovénie et Suède). À propos de la contamination radioactive et chimique de l'environnement, l'étude conclue notamment que « Les produits radioactifs et chimiques immergés dans les mers de Barents et Kara, ainsi que la mer Baltique, devraient faire l'objet d'une surveillance étroite » et qu'« il faudrait mettre au point des méthodes écologiquement sûres pour le désarmement des sous-marins nucléaires ».
En 2000, les États-Unis et la Russie signent l'accord nucléaire russo-américain sur le plutonium militaire (PDMA) qui prévoit l'élimination par chacune des parties de 34 tonnes de plutonium militaire issu de la guerre froide sous forme de combustible MOX utilisable dans certains réacteurs de centrales nucléaires civiles.
Le 7 juillet 2017, le traité sur l’interdiction des armes nucléaires est voté à l'Assemblée générale des Nations unies, à 122 voix sur 192. L'ensemble des puissances nucléaires, ainsi que les pays membres de l'OTAN, plusieurs pays d'Afrique et d'Asie centrale, l'Australie et le Japon entre autres, ont boycotté l'adoption du traité.

### Situation actuelle
Pourtant, en dépit de ces différents engagements et malgré la chute du bloc communiste, la prolifération se poursuit. Et plusieurs pays ont toujours des programmes nucléaires militaires.
Les puissances nucléaires continuent de développer et de moderniser leurs arsenaux, à travers la modernisation de leurs arsenal (comme la France avec le développement du missile M51 destiné à succéder au missile M45), mais aussi à travers des simulations numériques (les essais nucléaires ayant été abandonnés par les principales puissances nucléaires).
Actuellement, la Corée du Nord dispose de moins de dix têtes nucléaires selon les services de renseignements des États-Unis. À la suite de cette révélation, la Corée du Nord s'est retirée du TNP en 2002, mais après des négociations, elle accepte en 2005 d'y être réintégrée. Mais le 9 octobre 2006 elle réalise un essai non autorisé, en réponse, le Conseil de sécurité des Nations unies vote la résolution 1718 qui prévoit notamment des sanctions économiques.
L'Iran dispose peut-être aussi d'un programme militaire de recherche nucléaire, une enquête est actuellement (janvier 2006) en cours. L'Iran a construit une centrale nucléaire qui produira du plutonium qui pourrait être utilisé à des fins militaires[réf. nécessaire].
En 1995, la France a proposé un Traité d'interdiction de la production de matières fissiles et a entre 1992 et 1996 démantelé ses installations consacrées à la production de matières fissiles à usage militaire. Cette proposition a été reprise en 2006 par les États-Unis qui demande à nouveau en 2008 l'ouverture de négociations sur le sujet.